# 普拉西達 (佛羅里達州)
普拉西達（英語：Placida）是位於美國佛羅里達州夏洛特縣的一個非建制地區。該地的面積和人口皆未知。

## 地理
普拉西達的座標為26°49′55″N 82°15′54″W / 26.83194°N 82.26500°W，而該地的平均海拔高度為1米（即3英尺）。